# Xã Redfield, Quận Spink, Nam Dakota
Xã Redfield (tiếng Anh: Redfield Township) là một xã thuộc quận Spink, tiểu bang Nam Dakota, Hoa Kỳ. Năm 2010, dân số của xã này là 463 người.